# Calydia ornata
Calydia ornata är en fjärilsart som beskrevs av Paul Dognin 1911. Calydia ornata ingår i släktet Calydia och familjen nattflyn. Inga underarter finns listade i Catalogue of Life.